# Brotherhood of the Snake
Brotherhood of the Snake – jedenasty album studyjny amerykańskiego zespołu muzycznego Testament. Wydawnictwo ukazało się 28 października 2016 roku nakładem wytwórni muzycznej Nuclear Blast. Nagrania zostały zarejestrowane pomiędzy 27 kwietnia, a 8 lipca 2016 roku w Trident Studios w Pacheco, Deer Creek Studio w Nevada City oraz w Spin Studio w Nowym Jorku. Miksowanie i mastering odbył się w Backstage Recording Studios w Derbyshire w Anglii.
Płyta dotarła do 20. miejsca listy Billboard 200 sprzedając się w nakładzie 16 tys. egzemplarzy w przeciągu tygodnia od dnia premiery. Materiał był promowany teledyskiem do utworu „The Pale King”, który wyreżyserował Tommy Jones.

## Lista utworów
Opracowano na podstawie materiału źródłowego.
| Nr  | Tytuł utworu               | Autorzy                                   | Długość |
| --- | -------------------------- | ----------------------------------------- | ------- |
| 1.  | „Brotherhood of the Snake” | Eric Peterson, Chuck Billy                | 04:13   |
| 2.  | „The Pale King”            | Eric Peterson, Chuck Billy                | 04:51   |
| 3.  | „Stronghold”               | Eric Peterson, Chuck Billy                | 04:00   |
| 4.  | „Seven Seals”              | Eric Peterson, Chuck Billy                | 05:38   |
| 5.  | „Born in a Rut”            | Eric Peterson, Chuck Billy                | 04:57   |
| 6.  | „Centuries of Suffering”   | Eric Peterson, Chuck Billy                | 03:34   |
| 7.  | „Black Jack”               | Eric Peterson, Chuck Billy                | 04:21   |
| 8.  | „Neptune's Spear”          | Eric Peterson, Chuck Billy, Alex Skolnick | 05:27   |
| 9.  | „Canna-Business”           | Eric Peterson, Chuck Billy, Alex Skolnick | 03:47   |
| 10. | „The Number Game”          | Eric Peterson, Chuck Billy                | 04:38   |
|     |                            |                                           | 45:26   |

## Twórcy
Opracowano na podstawie materiału źródłowego.
| Zespół Testament w składzie - Eric Peterson – gitara, wokal wspierający, produkcja muzyczna, realizacja nagrań - Alex Skolnick – gitara - Chuck Billy – wokal prowadzący, produkcja muzyczna - Gene Hoglan – perkusja - Steve DiGiorgio – gitara basowa |  | Inni - Nik Chinboukas, Yosimar Gomez – realizacja nagrań - Chuck Arlund, Kevin Wilson, Dave Endicott, Stephanie Cabral, Dean Karr – zdjęcia - Eliran Kantor, Marcelo Vasco – oprawa graficzna - Juan Urteaga – realizacja nagrań, inżynieria dźwięku - Andy Sneap – miksowanie, mastering |

## Notowania
| Lista                   | Kraj              | Pozycja |
| ----------------------- | ----------------- | ------- |
| Ö3 Austria Top 40       | Austria           | 23      |
| Suomen virallinen lista | Finlandia         | 18      |
| Media Control Charts    | Niemcy            | 11      |
| OLiS                    | Polska            | 11      |
| Billboard 200           | Stany Zjednoczone | 20      |
| Schweizer Hitparade     | Szwajcaria        | 16      |